# Ameriško fizikalno društvo
Ameriško fizikalno društvo (izvirno angleško American Physical Society, kratica APS) je druga največja orgnizacija fizikov za Nemškim fizikalnim društvom. Društvo objavlja več kot ducat znanstvenih revij, vključno s priznanima Physical Review in Physical Review Letters, ter vsako leto organizira več kot dvajset znanstvenih srečanj. Društvo je član Ameriškega fizikalnega inštituta (AIP).
Društvo so ustanovili 20. maja 1899, ko se je za ta namen na Univerzi Columbia zbralo šestintrideset fizikov. Prvi predsednik društva je postal Henry Augustus Rowland, trenutni predsednik je Cherry A. Murray od leta 2009.